# شاه‌پروانه سیمین
شاه‌پروانه سیمین یا شاه‌پروانه نقره‌ای (نام علمی: Doxocopa laure) نام یک گونه از زیرخانواده امپراتوریان است.